# Michelle Gribi
Michelle Gribi es una deportista suiza que compitió en curling. Ganó una medalla de oro en el Campeonato Mundial de Curling Mixto Doble de 2014.

## Palmarés internacional
| Campeonato Mundial Mixto Doble | Campeonato Mundial Mixto Doble | Campeonato Mundial Mixto Doble | Campeonato Mundial Mixto Doble |
| Año                            | Lugar                          | Medalla                        | Prueba                         |
| ------------------------------ | ------------------------------ | ------------------------------ | ------------------------------ |
| 2014                           | Dumfries (Reino Unido)         | Medalla de oro                 | Mixto doble                    |